# Björsbyn
Björsbyn är en by i Nederluleå socken i Luleå kommun vid Björsbyfjärdens norra strand. Flera av Luleås stadsdelar ligger på mark som ursprungligen har tillhört Björsbyn, nämligen Porsön, Björkskatan, Malmudden, Lövskatan och Svartöstaden. 
Bebyggelsen i Björsbyn har till 2005 varit uppdelad i två småorter (Björsbyn, västra respektive östra delen) i SCB:s statistik. Den östra delen hade 59 invånare år 2000, men 2005 färre än 50 och slutade då räknas som en småort. Från 2015 avgränsas i östra delen återigen en småort.
Enligt Luleå kommun är Björsbyn ett bostadsområde på Luleå landsbygd som består av småorterna Björsbyn och Sinksundet, fritidshusområdena Revelsudden och Sinksundet, bostadsområdet Holmen, stadsdelen Hällbacken samt omgivande landsbygd. Med denna definition är Björsbyns befolkning 542 personer och i snabb tillväxt 2014-12-31.
Buss
Luleå Lokaltrafiks busslinje 14 passerar genom området. 

## Historia
Byn kan vara en av Nederluleåsocknens äldsta enligt Luleå Kommun. Björsbyn, en medeltida by och boplats till birkarlarna redan på 1400-talet. Byn blev en naturlig handelsplats då båtar kunde segla in från havet för att ankra upp på Köpmanholmen på sin färd in till Gammelstad.
Sigfastus Björn var byns förste bosatte som gav byn sitt namn Björsbyn.
År 1553 fanns det nio birkarlar i byn varav sex som även var landskapsköpmän.
Under årens gång och på grund av landhöjningen frilades stora markområden som blev odlingsmark och jordbruket kom att bli den främsta näringen i byn. Kartor vittnar om att Björsbyn var en vidsträckt by vid det laga skiftet 1849, då sträckte sig byn från Malmudden och hela Svartön med tillhörande öar och byn hade även eget laxfiske på Svartön.